# Euskal Herriko Alderdi Sozialista
Euskal Herriko Alderdi Sozialista (Partido Socialista del País Vasco o Partido Socialista del Pueblo Vasco en euskera, EHAS) fue el primer partido político nacionalista vasco con militancia a ambos lados de los Pirineos. Se fundó en noviembre de 1975 a partir de la fusión del español Eusko Alderdi Sozialista (Partido Socialista Vasco) (EAS) y del francés Herriko Alderdi Sozialista (Partido Socialista Popular) (HAS), en el que destacaban algunas personalidades de la cultura y el euskera. En España desapareció en julio de 1977 al dar lugar a la creación del nuevo partido Herri Alderdi Sozialista Iraultzailea (HASI), mientras que en Francia se autodisolvió en 1981.

## Ideología
El ideario de EHAS era una combinación de comunismo con nacionalismo vasco, pretendiendo la creación de un Estado vasco y euskaldún que comprendiera tanto los territorios españoles del País Vasco y Navarra como los territorios franceses del sur de Aquitania, considerados culturalmente vascos. El nuevo partido heredó de EAS una privilegiada alianza con ETA (m), en la que EHAS vendría a ser el «frente civil», dado el planteamiento de ETA (m) de separar lo «político» de lo «militar».

## La "Koordinadora Abertzale Sozialista" (KAS)

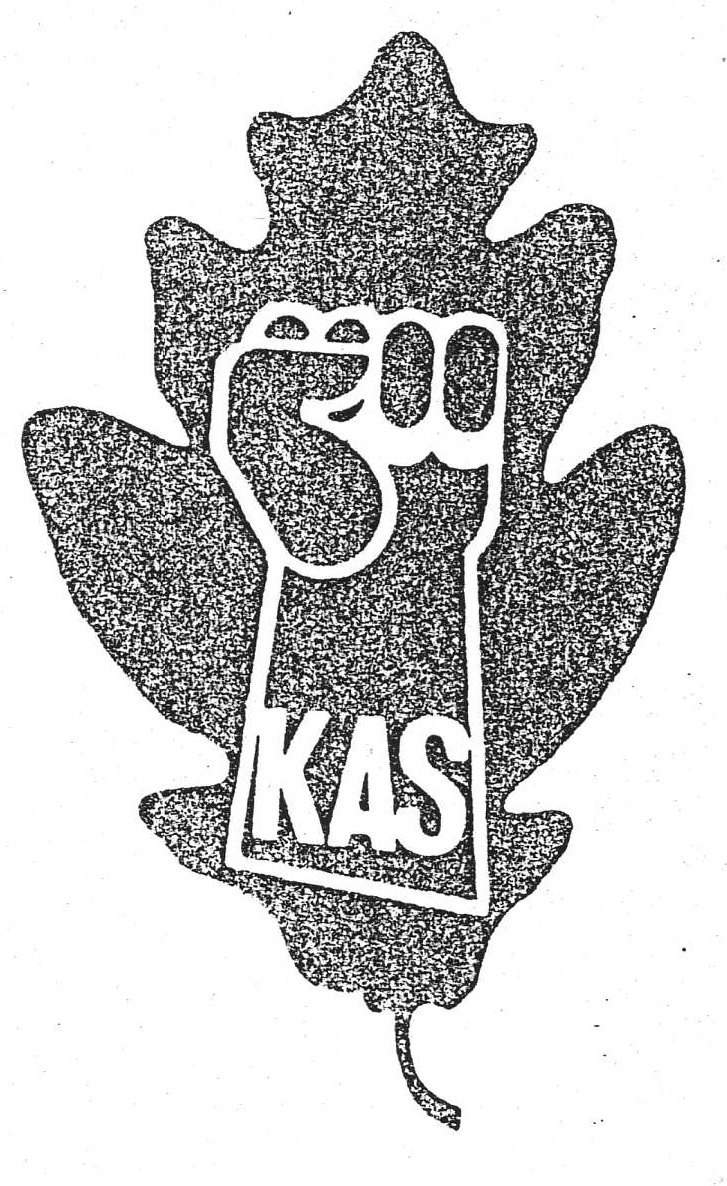
Anagrama de Koordinadora Abertzale Sozialista, conocida por sus siglas "KAS".

El 1 de agosto de 1975 había sido presentada la clandestina Koordinadora Abertzale Sozialista (KAS), promovida por ETA político-militar (ETA-pm), y compuesta inicialmente también por los partidos LAIA, EAS y HAS, además del grupúsculo ELI. Más tarde se irían incorporando el sindicato LAB, la difusa organización de masas Abertzale Sozialista Komiteak y la propia ETA militar. Por consiguiente, EHAS heredó desde su fundación la posición que desempeñaban en KAS sus dos antecesores, siendo dentro de esta el partido más cercano a los objetivos y metodología de ETA (m) y colaborando con ésta en el enfrentamiento con la otra rama terrorista.
Fruto del trabajo en común de las organizaciones de KAS fue la aprobación en julio de 1976 de la denominada Alternativa KAS, propuesta por ETA pm, modificada por EHAS en algunos puntos y aceptada por las restantes organizaciones de KAS salvo la organización sindical LAK y un sector de LAIA (para los que implicaba un nivel de exigencia insuficiente). La propuesta establecía las condiciones consideradas mínimas por KAS para que las dos ramas de ETA cesaran lo que ellos denominaban «lucha armada» (asesinatos, secuestros, extorsión y otros delitos). La «Alternativa» tuvo una larga vida, pues sería asumida posteriormente por otras organizaciones que en un primer momento la rechazaban.
EHAS fue también miembro de Euskal Erakunde Herritarra, un efímero organismo que agrupaba a diversas organizaciones de izquierda, tanto abertzales como de ámbito estatal, creado en febrero de 1977 ante la inminencia de las primeras elecciones democráticas en España.

## Trayectoria

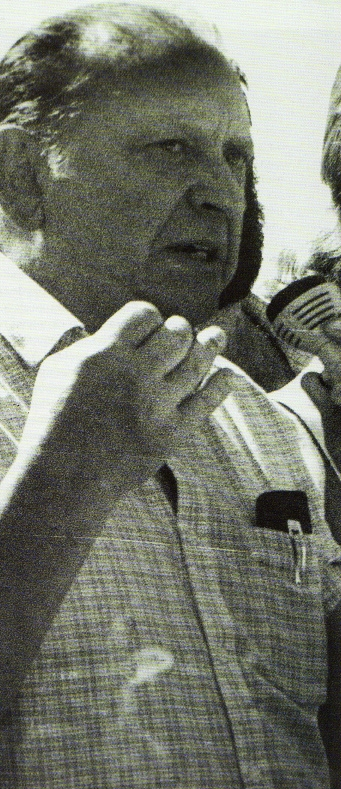
Santiago Brouard fue uno de los más destacados militantes de EHAS.

El apoyo popular del partido en España no fue puesto a prueba. Su existencia no llegó a ser legalizada en ningún momento. Estuvo a punto de participar en las elecciones generales españolas de 1977 integrado en la coalición Euskadiko Ezkerra, pero finalmente retiró a sus candidatos y pidió activamente la abstención, al igual que LAIA y la propia ETA (m).
La sección de Iparralde (el País Vasco francés) fue dirigida por Manex Goyhenetche y mantuvo relaciones con la Unión Democrática Bretona (UDB). Participó en las elecciones municipales de 1977 con modestos resultados (consiguió en la localidad de Hasparren su máxima cota de votantes, un 8 %). También participó en las elecciones legislativas de 1978 y en las elecciones cantonales de 1979.
Publicaba una revista mensual trilingüe (en castellano, francés y euskera), Euskaldunak. Miembro destacado del partido fue Santiago Brouard.

## Desaparición
En España EHAS desapareció en julio de 1977 al unirse a Eusko Sozialistak, un partido crítico con ETA y vinculado al sindicato USO, para formar el nuevo partido Herri Alderdi Sozialista Iraultzailea (HASI), que celebró su asamblea fundacional en Arechavaleta el 3 de julio de 1977. La importancia de EHAS viene dada por ser el partido más próximo a ETA (m) y por haber dado lugar a la fundación de HASI, el que sería posteriormente núcleo principal de la coalición Herri Batasuna.
Sin embargo, EHAS no se transformó en HASI en Francia y continuó existiendo hasta su desaparición en 1981, cubriendo el espacio electoral dejado por Enbata. A partir de ese momento empieza a considerar que el nacionalismo vasco debe priorizar la lucha en España, tesis que con matices secundaría años después Euskal Batasuna, nueva formación vascofrancesa que recogía en parte la influencia de EHAS.